# Raja Abu Amacha
Raja Hassan Abu Amacha, née en 1938 à Salamah (près de la ville de Jaffa) et morte le 19 décembre 1955 à Jérusalem, est une militante palestinienne. À la suite de la Nakba de 1948, elle vit en tant que réfugiée dans le camp d'Aqabat Jaber à Jéricho.

## Biographie
Raja reçoit une partie de son éducation primaire dans les écoles de Jaffa et, après la Nakba, poursuit ses études dans les écoles de Jéricho. Elle termine ensuite ses études secondaires à l'école Al-Mamounia à Jérusalem en 1952,.
Raja compte parmi les militants du mouvement étudiant et nationaliste mais aussi parmi les premiers initiateurs de la création de l'Union générale des étudiants palestiniens. Elle rejoint également le mouvement féministe de Cisjordanie puis participe activement aux manifestations nationales de 1955 contre les alliances occidentales. Le 19 décembre 1955, elle mène une manifestation contre le Pacte de Bagdad. Elle fait irruption dans l'ambassade américaine et y brandit le drapeau palestinien. Les soldats ouvrent le feu sur elle : elle est tuée de plusieurs balles et est transportée à Jéricho où elle est enterrée lors de funérailles nationales massives malgré le couvre-feu imposé. Certaines sources affirment qu'elle est martyrisée en assaillant l'ambassade turque et d'autres déclarent qu'il s'agissait de l'ambassade britannique. Raja est considérée comme étant la première martyre du mouvement étudiant jordanien,,.
Rajaa laisse derrière elle de nombreux poèmes ainsi que de la prose non édités, et écrit plusieurs articles autour de la cause palestinienne et de la lutte féministe. Certains d'entre eux sont publiés dans la presse jordanienne,.